# Liebenburg (Namborn)
Die Liebenburg, auch Liebenberg genannt, ist die Ruine einer Höhenburg auf dem 375,9 m ü. NHN hohen Schloßberg zwischen den Namborner Ortsteilen Eisweiler und Hofeld im saarländischen Landkreis St. Wendel.

## Geschichte
Die Burg wurde um 1170 von den Grafen von Castel zur Sicherung ihrer Besitzungen erbaut und erstmals 1218 mit „Boemund von Liebenberg“ erwähnt, der Lehnsmann der Grafen von Zweibrücken war.
Nachdem 1334 die Burg in den Besitz von Erzbischof Balduin von Trier gekommen war, wurde sie 1430 beim Streit von Ulrich von Manderscheid mit Raban von Helmstatt um die Trierer Erzbischofs- und Kurwürde zerstört. 1479 wurde Heinrich von Sötern mit der Burg belehnt, die dann 1677 im Holländischen Krieg durch die Franzosen endgültig zerstört wurde und danach als Steinbruch diente.
1926 fanden erste Freilegungs- und Ausgrabungsarbeiten auf der kleinen elliptische Burganlage mit einer Größe von etwa 70 mal 35 Meter statt. 1976 wurde der Bergfried oberhalb der Zisterne wieder aufgebaut. Er dient heute als Aussichtsturm und Trauzimmer (1. April bis 31. Oktober).

## Anlage
Der rund gemauerte Bergfried der Liebenburg hat einen Durchmesser gut sechs Metern, eine Höhe von 7,4 m, und steht an der höchsten Stelle der Burganlage. Eine Metalltreppe mit 32 Stufen führt entlang der Außenwand des Turms auf die 6,3 m hoch gelegene Aussichtsplattform, von der sich ein sehr guter Rundblick bietet.
Die Anlage umfasst weiterhin noch einen Turm-, einen Gebäude- und einen Brunnenrest.

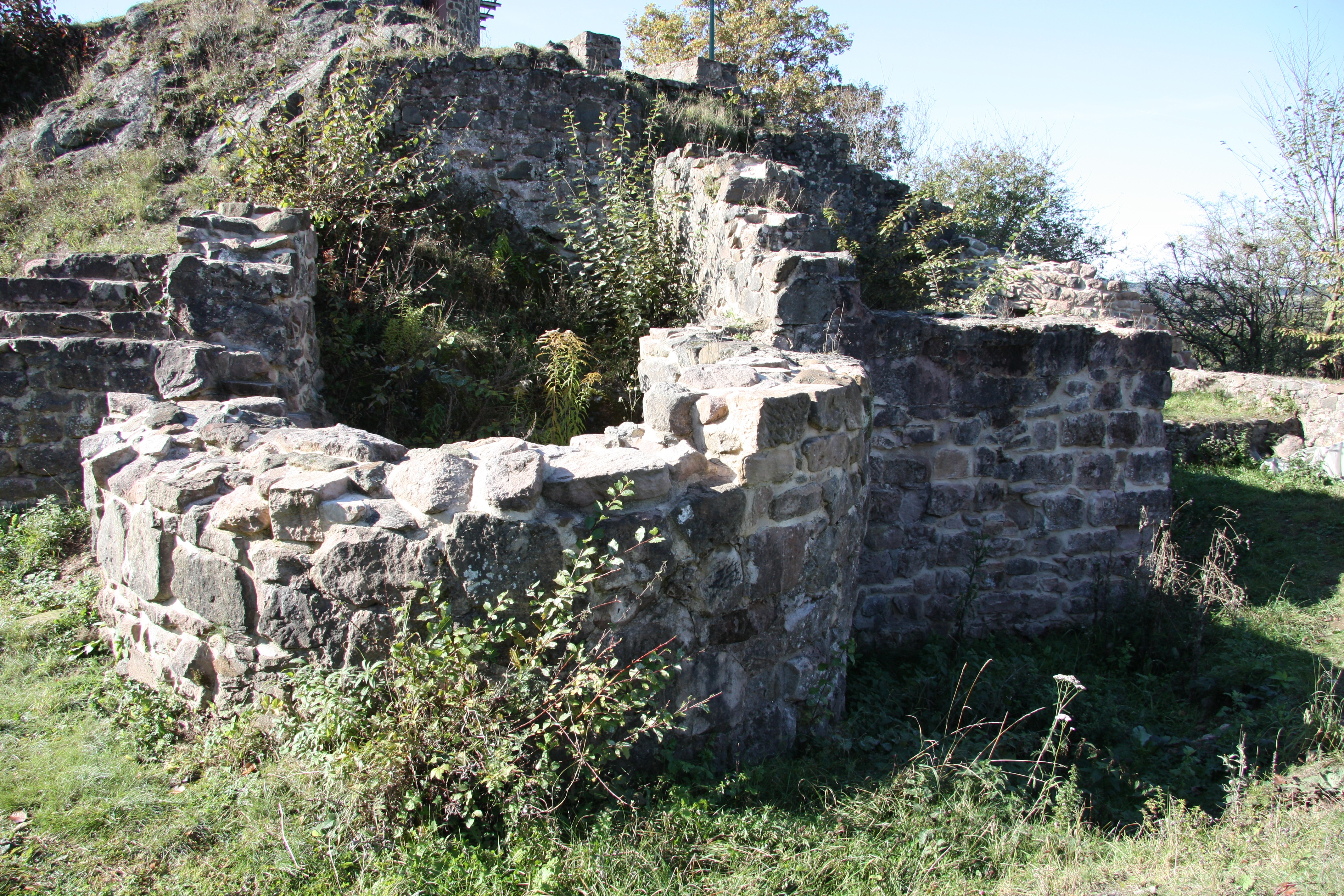
Grundmauern
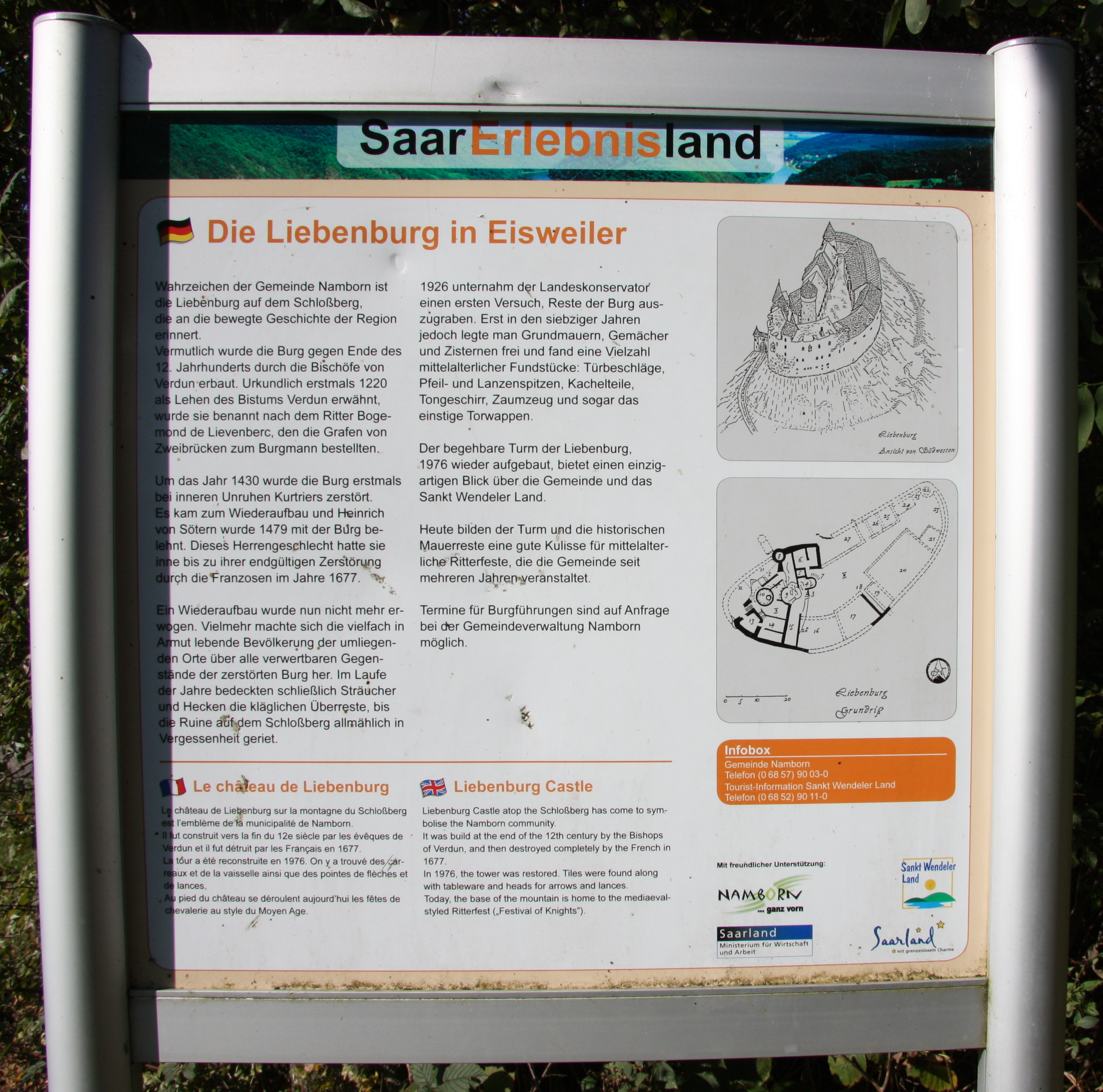
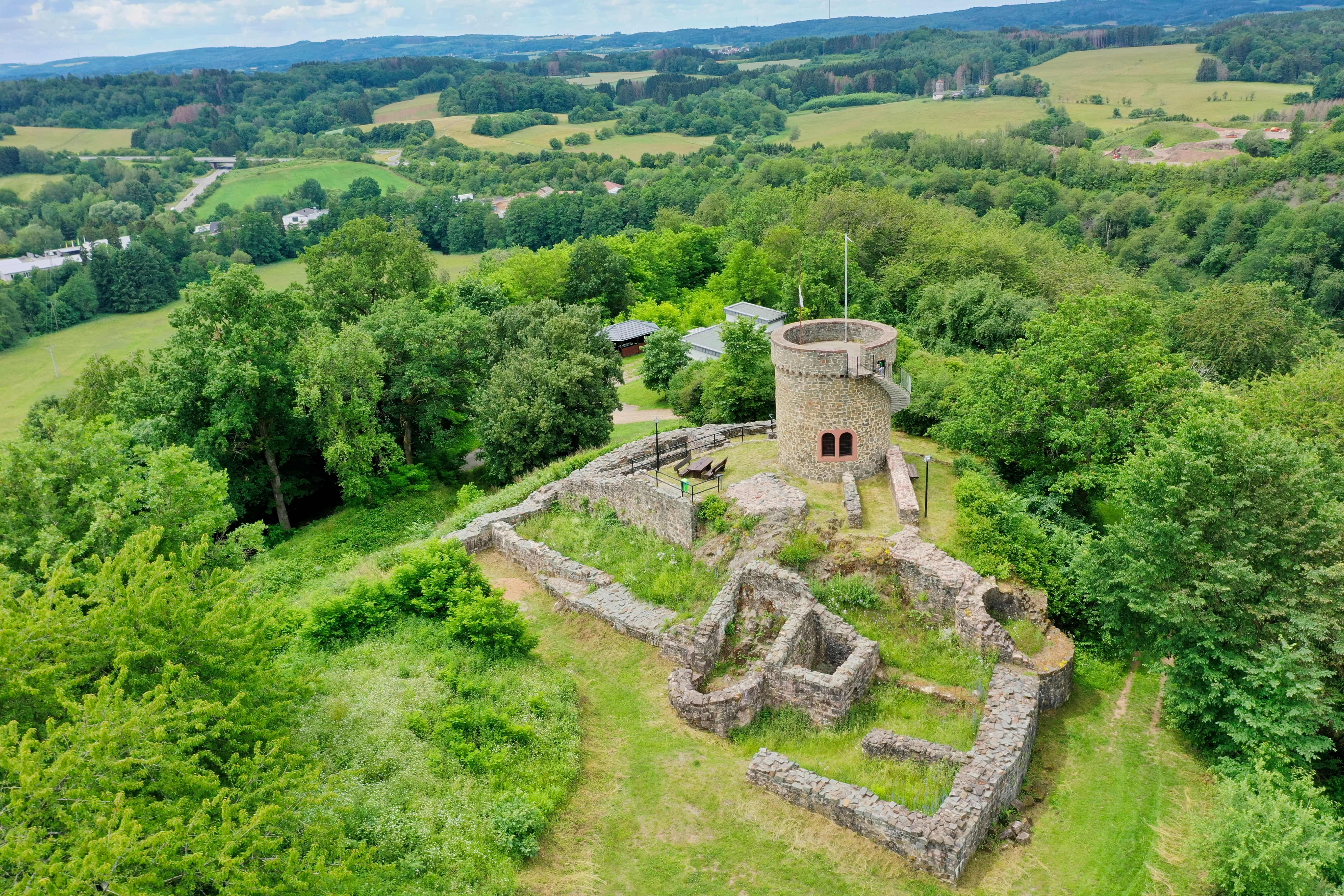
Luftbild
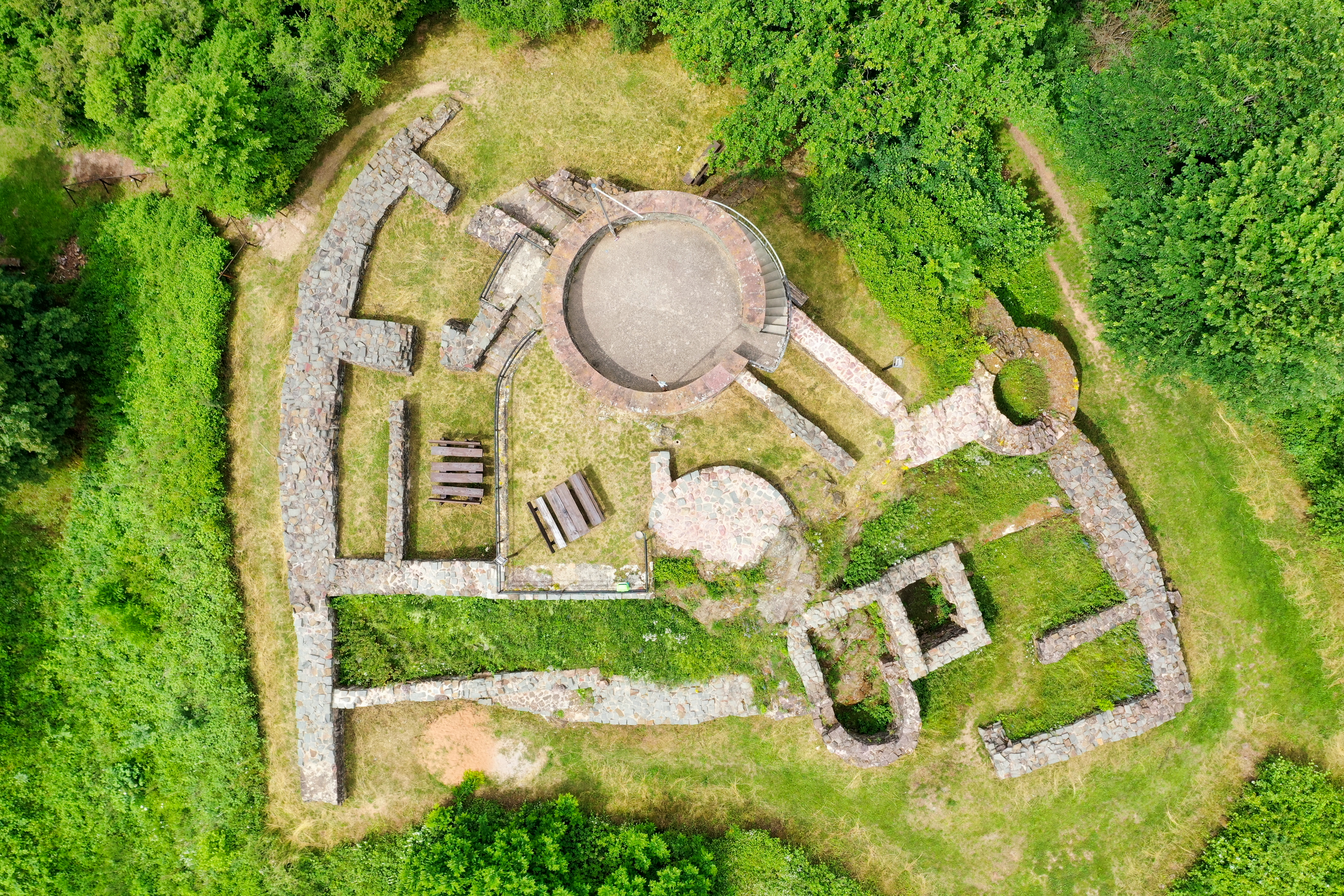
Vogelperspektive